# تروور استوارسون
تروور استوارسون (انگلیسی: Trevor Stewardson; ۲۸ مارس ۱۹۷۷ – ) ورزشکار هنرهای رزمی ترکیبی و بوکسور اهل کانادا بود.